# Heinrich Degenkolb
Carl Heinrich Degenkolb (født 25. oktober 1832 i Eilenburg, død 2. september 1909 i Thusis) var en tysk retslærd.
Degenkolb blev 1861 privatdocent, 1869 ekstraordinær professor i Berlin, samme år ordinær professor i Freiburg i. B., 1872 i Tübingen, 1893-1904 i Leipzig. Degenkolb, der var elev af Friedrich Ludwig Keller, debuterede som retshistoriker – Die Lex Hieronica und das Pfändungsrecht der Steuerpächter (1861), Platzrecht und Miethe (1867) og andre arbjede -, men viede senere væsentligt processen sin selvstændige, klare og skarpe forskning. 
Af hans herhenhørende i øvrigt ret sparsomme produktion skal fremhæves: Einlassungszwang und Urteilsnorm (1877), Das Anerkenntnisurteil (1902), Beiträge zum Zivilprozess (1905) og Die Lehre vom Prozessrechtsverhältnis (1908). 1881, 1894 og 1895 skrev Degenkolb sympatiske biografier af Karl Georg Bruns, Johannes Emil Kuntze og Gustav Hartmann. 1879-93 var han medudgiver af "Archiv für die Civilistische Praxis".